# Polaritzabilitat

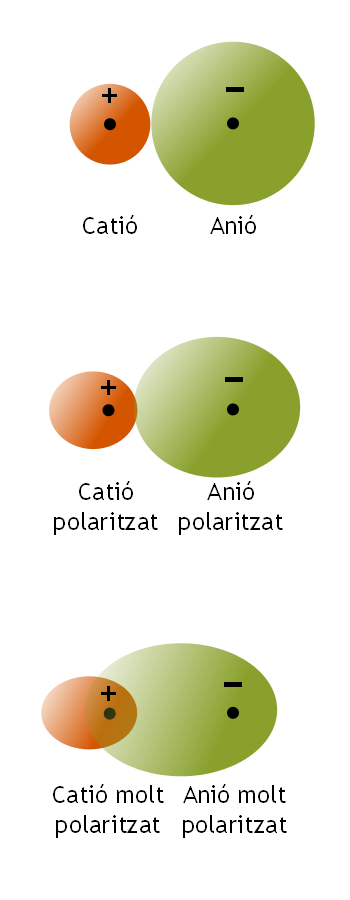
Polarització d'ions. Superior: dos ions no polaritzats; mitjà: catió i anió lleugerament polaritzats; inferior: ions polaritzats amb superposició dels niguls electrònics.

La polaritzabilitat és la tendència a deformar-se un ió, perdent la simetria esfèrica de l'ió lliure, a conseqüència d'atraccions o repulsions electroestàtiques que experimenta el núvol electrònic. És important sobretot per als anions i augmenta amb llur volum i càrrega.
Si s'aproximen dos ions, catió i anió, a distàncies molt curtes es produirà, a més de la interacció electroestàtica, una interacció deguda a la polarització mútua que s'estableix entre ambdós. Com més petit i més carregat sigui el catió, major serà la seva capacitat de deformar la distribució de càrrega de l'anió veí. Una mesura d'aquesta capacitat polaritzant del catió és la relació entre la seva càrrega, q, i el seu radi r: q/r. Quant a l'anió la seva polaritzabilitat, capacitat de deformació, augmenta amb el seu radi i càrrega.
La polaritzabilitat fou un concepte considerat per primera vegada per Fritz Haber el 1919 com a necessari per explicar l'enllaç químic; i també i de forma independent per Peter Debye el 1920. Però el científic que va desenvolupar més aquest concepte fou el polonès Kasimir Fajans entre 1923 i 1925, en una sèrie de regles anomenades regles de Fajans.
La polaritzabilitat permet explicar un cert caràcter covalent dels enllaços iònics. El nigul electrònic de l'anió en polaritzar-se per culpa del catió es desplaça cap a la zona entre ambdós ions, amb la qual cosa l'enllaç iònic adquireix característiques d'enllaç covalent, en el qual la naturalesa de la força de l'enllaç és deguda a la compartició d'electrons entre àtoms.
Experimentalment la polaritzabilitat, representada per α, es mesura a partir de la relació entre el dipol induït en l'anió, μind, i la intensitat del camp elèctric E, que l'indueix:
Les unitats de la polaritzabilitat α són C²·m²·V−1.